# 弄巴水库
弄巴水库是中国云南省临沧市耿马傣族佤族自治县境内的一座水库，位于南碧河上，建于1969年。水库正常库容为1031万立方米，集雨面积为5平方千米，海拔为1114.35米。